# 浜島朗
浜島 朗（濱嶋 朗、はましま あきら、1926年5月23日 - 2016年9月2日）は、日本の社会学者、東京学芸大学名誉教授。

## 来歴
東京生まれ。1949年東京大学文学部社会学科卒。東京学芸大学助教授、1969年教授、名誉教授、埼玉大学教育学部教授、帝京大学文学部教授、1997年定年退任。

## 著書
- 『現代青年論』有斐閣双書 1973
- 『ウェーバーと社会主義』有斐閣選書　1980
- 『現代社会と階級』東京大学出版会 現代社会学叢書　1991

### 共編著
- 『日本資本主義と村落構造 賃労働兼業化の社会的影響』松浦孝作共編著 誠信書房 1963
- 『現代社会学講座 第1 体制の社会学』編 有斐閣 1964
- 『社会学』福武直共編 有斐閣双書 1965
- 『教材社会学』中野卓,作田啓一共編 有斐閣 1968
- 『社会学講座 2 社会学理論』編 東京大学出版会 1975
- 『社会学小辞典』竹内郁郎,石川晃弘共編 有斐閣双書 1977

### 翻訳
- マックス・ウェーバー『権力と支配』みすず書房 1954　のち講談社学術文庫
- マックス・ウェーバー『家産制と封建制』みすず書房 1957
- マックス・ウェーバー『社会学論集 方法・宗教・政治』徳永恂共訳 青木書店 1971 現代社会学大系 第5巻
- マックス・ウェーバー『社会主義』講談社学術文庫　1980

## 参考
- 『現代日本人名録』2002年